# Jacob Bagersted
Jacob Bagersted (Copenhague, 25 de marzo de 1987) es un jugador de balonmano danés que juega de pívot en el SønderjydskE Håndbold. Es internacional con la selección de balonmano de Dinamarca.
Con la selección logró la medalla de plata en el Campeonato Mundial de Balonmano Masculino de 2011.

## Palmarés

### AG København
- Liga danesa de balonmano (1): 2011
- Copa de Dinamarca de balonmano (1): 2011

### Aalborg
- Liga danesa de balonmano (1): 2013
- Supercopa de Dinamarca (1): 2012

### Magdeburg
- Copa de Alemania de balonmano (1): 2016

## Clubes
| Club                  | País      | Año         |
| --------------------- | --------- | ----------- |
| Ajax København        | Dinamarca | - 2008      |
| FC Copenhague         | Dinamarca | 2008 - 2010 |
| AG København          | Dinamarca | 2010 - 2011 |
| Aalborg HB            | Dinamarca | 2011 - 2014 |
| SC Magdeburg          | Alemania  | 2014 - 2017 |
| Frisch Auf Göppingen  | Alemania  | 2017 - 2022 |
| SønderjydskE Håndbold | Dinamarca | 2022 - Act. |